# Аустралијска тигрица
Аустралијска тигрица (Melopsittacus undulatus) /ˈbʌdʒərɨɡɑr/, је мали папагај са дугим репом, који се храни семеном проса. Тигрице су једине врсте  папагаја у Аустралијском роду Melopsittacus, и насељене су широм дивљих и сувих предела  Аустралије, где се врста адаптирала и преживела тешке унутрашње услове у последњих пет милиона година. Тигрице су природно зелене и жуте са црним, ознакама на потиљку, леђима и крилима. Узгајањем тигрица у заточеништву, настале су нове мутације:  плаве, беле, жуте, сиве... Тигрице су популарни кућни љубимци широм света због своје мале величине, ниске цене, и способност опонашања људског говора. Ова врсте је први пут забележена 1805, а данас заузима треће место популарности када су кућни љубимац у питању, после пса и мачке.
Тигрице су повезане са лорис и смоква папагајима. Оне су једна од врсте папагаја, не-таксономског термина који се односи на било којег од бројних малих папагаја са дугим, равним и конусним репом. У заточеништву, као и у дивљини, тигрице се размножавају опортунистички у паровима.

## Биологија

### Еволуциона историја
Тигрице мисле да је веза између родова Neophema и Pezoporus заснована на односу пруга на перима. Међутим, недавне филогенске студије које су користиле ДНК секвенце, сврстале су Тигрице врло близу Лориес ( Loriini) и Смоква папагајима ( Cyclopsittini).

### Анатомија и психологија
Дивље тигрице су 18 cm дужине, и од 30 до 40 г тежине, имају светло зелену боју каросерије (абдомена и задњице), док су њихова (леђа и крила) осветљена, на крилима се налазе мрачне ознаке, оивичене јасно жутим бојама. Лице је жуто код одраслих тигрица, али са црнкастим пругама надоле  код младих, док не промене своје перје са три до четири месеца старости. Оне показују мале, љубичасте закрпе на образима и редове црних тачака широм сваке стране њихових грла (која се зову грлна места). Два спољашња грлна места се налазе на дну сваког образа.
 Реп је кобалт (тамноплаве); и изван репних пера налазе се жути трепери. Њихова крила имају зеленкасто-црна летна пера и црни предео са жутим рубовима заједно са централно жутим треперима, која само постају видљива током лета или када испруже крила. Ногице су маслиново сиве или плавичасто-сиве, са прстима.
Тигрице у њиховом природном станишту у Аустралији су приметно мање од оних у заробљеништву. Ова конкретна врста папагаја се узгаја у многим другим бојама и нијансама у заробљеништву (нпр плава, сива, сиво-зелене, љубичаста, плава, жуто-плаво), иако се углавном у пет-шоповима налазе у плаво, зелено, и жутим бојама. Као и већина врста папагаја, Тигрицино перје флуоресцира под ултраљубичастим светлошћу. Овај феномен вероватно има везе са удварања и избором партнера.
Горња половина њиховог кљуна много више покрива доњу половину кљуна када је затворен. Кљун не штрчи много, због густог перја које га окружује, дајући изглед надоле окренутом кљуна који лежи равно на лице. 
Помоћу боје коже изнад ноздрва разликујемо полове тигроца.  Краљевско плаву боју коже ноздрва имају мужјаци, бледо браон до белу или браон код женки, и розе боју код незрелих јединки оба пола (обично више чак и пурпурно-розе боје код младих мушкараца).  Младе женке често можемо идентификовати суптилном, кредастим белинама која почињу око ноздрва.
Мушкарци који су или Албино, лутино - увек задржавају незрело розе боју коже изнад кљуна цео живот.
Након шест месеци је лако утврдити пол код тигрица.

### Вид
Попут многих птица, тигрице имају тетрахромични вид у боји, али све четири класе конуса ћелија истовремено захтевају читав спектар сунчеве светлости од дана. Ултраљубичастим спектром, осветљавају своје перје да би привукли своје другове. Грлна места код тигрица одражавају УВ и могу се користити за разликовање појединачне птице.

### Екологија
Тигрице су номадска птица пронађене у отвореним стаништима, отвореним шумама и пашњацима Аустралије. Птице се обично налазе у малим јатима, али могу да формирају веома велика јата под повољнијим условима за живот. Номадска кретање јата је везана за доступност хране и воде. Суша може да води јата у више шумовитих станишта или приобалним подручјима. Хране на семена проса, семена траве, а понекад и зрењем пшенице.
У природи тигрице су снимљене од 1940. у Санкт Петербургу, Флориди, територији Сједињених Америчких Држава, али их има много ређе него раних 1980-их. Повећана конкуренција европских чворака и кућних врабаца, су узрок пада популације.

## Тигрица и човек

### Етимологија
Тигрице је први описао Џорџ Шов 1805, и дао свој садашњи биномни назив по Џону Гоулду 1840. Род име Melopsittacus долази из грчког језика и значи „мелодичан папагаја”. Гулд је приметио израз betcherrygah који је користио аутохтони народа Ливерпула равнице у Новом Јужном Велсу. Постоје извештаји апокрифне да то такође у преводу значи „укусна посластица”, што значи да су их јели аустралијски староседеоци. Међутим, вероватније је име изведено њиховом миграторном природом. Када би равнице Ливерпула остале неплодне, они би се преселиле у области близу заосталих вода, које још увек производи семе. Пратећи тигрице Абориџини су могли да лоцирају воду, као и друге биљке и храну. Тако су их птице водиле до „добре хране”.

### Авиокултуре
Тигрице се узгајају у заточеништву још од 1850. Узгајивачи су производили нове мутације, укључујући и албино, лутино, плавој, цимет, ћубаста, тамне, сивкасте, опалин, благе боје, љубичасте, итд.
Енглески или „стандард” тигрице су око два пута веће од својих колега из дивљине. Очи и кљун су им скоро потпуно заклоњени, овим пушистим перјем на глави. Енглеске тигрице су обично скупље од дивљих типова птица, и имају краћи животни век од око седам до девет година.Чест обољевају од болести срца и плућа. Селекција енглеских тигрица често имају голубове у животињским емисијама. Већина заробљених тигрица у пет тигровини су сличнија дивљем типу тигрица.
Тигрице су друштвене животиње и захтевају стимулацију у облику играчака и интеракције са људима, или са другим тигрицама. 
Тигрице, а посебно женке воле да жваћу материјале као што су дрво, сипина кост... Када се тигрице осете угрожено оне ће летети у висину.
Тигрице се могу научити опонашању говора, звукова .. Углавном мужјаци су склонији бржем учењу и опонашању звукова. Женке ретко могу научити више од десет речи, док мужјаци могу научити од десет до стотину речи.
Тигрице ће жвакати и чешкати кљун о било шта, како би га одржавали уредним и чистим. Минерални блокови обогаћени јодом (сипина кост, грит..) , као и меко дрво идеални су за овај вид активности. У заточеништву тигрице живе од 5-8 година, док у природи живе од 15-25 година, све зависи од услова.

### Узгој
Узгој у дивљини се углавном одвија између јуна и септембра. У северној Аустралији и од августа до јануара на југу.. Популације у неким областима су повећане као резултат повећане доступности воде на фармама. Гнезде се у рупама дрвећа, ограда, или трупаца која леже на земљи; Четири до шест јаја су инкубиране 18-21 дана, млади оперјају 30 дана након излегања.
У дивљини, практично све врсте папагаја захтевају шупљине у дрвећу. Због овог природног понашања, тигрице се најлакше размножавају у заточеништву када је то предвиђено у разумној величини гнезда облика кутије. Јаја су дуга обично један до два центиметра, бисер беле боје су ако су плодна. Женка тигрице може снети јаја и без мушког партнера, али се неоплођена јаја неће излећи.  У зависности од величине спојке и почетка инкубације, старосна разлика између првог и последњег пилета може бити од 9 до 16 дана. Понекад, родитељи могу да почну јести своје јаја због осећаја несигурности у гнезду, или при недостатку калцијума.

### Здравље пилета
Тешкоће у размножавању јављају се из разних разлога. Неки пилићи умиру од болести и напада од стране одраслих птица. Друге тигрице (готово увек женке) могу се борити око локације за гнездо, нападајући једна другу или цело легло. 
Већина здравствених проблема и физичких абнормалности код тигрица последица су генетских поремећаја. Треба водити рачуна да птице које се користе за размножавање буду активне, здраве и да нису у сродству. Тигрице које су у сродству или имају туморе или друге потенцијалне генетске здравствене проблеме не би требале бити коришћене за размножавање. Паразити (вашке, црви, итд) и патогени (бактерије, гљивице и вируси) су заразни и тако се преносе између појединаца било директним или индиректним контактом. 
Размакнуте ноге су релативно чест проблем код беба тигрица и других птица; једна од ногу тигрице је савијена ка споља, што је спречава да правилно стоји и бори се са осталим пилићима за храну, а такође може довести и до тешкоћа у репродукцији у одраслој доби. Ово стање је узроковано тиме што младе тигрице често клизају у гнезду. То се лако може избећи постављањем мале количине струготине дрвета на дно  гнезда. Алтернативно, пар комада папира може се ставити у кавез да би женка могла да их жваће и користи као постељу.

### Боје и мутације
Све заробљене тигрице су подељене у две основне серије боја:  бело базиране (плава, сива и бела) и жуто базиране (зелена, сиво-зелена и жута). Тренутно постоји најмање 32 основне мутације (укључујући и љубичасте).